# Famille Eötvös
La 'famille Eötvös de Vásárosnamény (en hongrois : vásárosnaményi nemes és báró Eötvös, [ˈøtvøʃ ]) est une famille noble hongroise qui a donné de nombreux hommes politiques à la Hongrie.

## Histoire
Elle tire ses origines des comtés de Bereg et de Szatmár. Le premier ancêtre connu est József Eötvös de Vásárosnamény, cité dans la seconde moitié du XVIe siècle.

## Membres notables
- Miklós Eötvös de Vásárosnamény (1656–1731), il est vice-comte-suprême (alispán) de Szatmár, commissaire du district de Tiszántúl (tiszántúli kerületi biztos) et conseiller de Charles VI du Saint-Empire (1711-1740).
- baron Miklós Eötvös de Vásárosnamény (1716–1783), général du Roi (Királyi tábornokká), il reçoit de Marie-Thérèse le titre de baron en 1768.
- baron Ignác Eötvös (1763-1838), docteur en philosophie, grand-échanson du roi, conseiller privé réel, Gardien de la Couronne (koronaőr) et föispán des comtés de Hont et de Abaúj. Fils du précédent.
- baron Eötvös Ignác (hu) (1786-1851), philosophe et docteur en droit, chambellan Impérial et Royal, vice-chancelier de la Cour royale hongroise, conseiller privé et grand-échanson du royaume. Fils du précédent.
- baron József Eötvös (1813-1871), homme politique et écrivain hongrois. Fils du précédent.
- baron Roland Eötvös (1848-1919), physicien, professeur et homme politique hongrois, fils du précédent.
- Tamás Eötvös de Vásárosnamény (1800-1867), membre du Parlement, főispán et major de la Garde nationale.